# Filler (telewizja)
Filler (z ang. wypełniacz) – w telewizji materiał o mniejszym znaczeniu, mający "wypełnić" pewną ilość czasu antenowego.

## Filler w anime
W przypadku serii opartej na materiale źródłowym, np. mandze, fillerem nazywany jest odcinek, który nie został stworzony na podstawie materiału źródłowego. Najczęstszym powodem tworzenia fillerów jest zbliżenie się treści serialu na tyle blisko do materiału źródłowego, że dalsze tworzenie serii byłoby wkrótce niemożliwe ze względu na brak nowego materiału źródłowego. W tym wypadku alternatywą dla fillera mogłoby być przerwanie emisji serii. Niekiedy całe sezony serii są złożone jedynie z odcinków fillerowych; taka sytuacja dotyczy głównie długich serii, takich jak Naruto czy Bleach. Innym powodem tworzenia fillerów jest chęć przedłużenia serii.